# Somethin' Else (альбом Кеннонболла Еддерлі)
Somethin' Else — студійний альбом американського джазового саксофоніста Кеннонболла Еддерлі, випущений у 1958 році лейблом Blue Note.

## Опис
Кеннонболл Еддерлі розпустив власний гурт у 1957 році, коли у нього з'явилась можливість стати сайдменом у відомому ансамблі Майлза Девіса з Джоном Колтрейном, в результаті чого були записані одні з найважливіших сесій в історії джазу (включаючи Milestones і Kind of Blue). У березні 1958 року Девіс відповів участю у записі сесії в складі квінтету Еддерлі як сесійний музикант для лейблу Blue Note, у підсумку чого був записаний альбом Somethin' Else. Гурт також включає піаніста Генка Джонса, ударника Сем Джонса і ударника Арта Блейкі. Серед пісень джазові стандарти «Autumn Leaves» і «Love for Sale» Коула Портера, заглавна «Somethin' Else» Девіса і «One for Daddy-O» Нета Еддерлі.

## Список композицій
1. «Autumn Leaves» (Жозеф Косма, Джонні Мерсер, Жак Превер) — 10:58
2. «Love for Sale» (Коул Портер) — 7:03
3. «Somethin' Else» (Майлз Девіс) — 8:12
4. «One for Daddy-O» (Нет Еддерлі) — 8:21
5. «Dancing in the Dark» (Артур Шварц, Говард Дітц) — 4:04

## Учасники запису
- Джуліан «Кеннонболл» Еддерлі — альт-саксофон
- Майлз Девіс — труба (1—4)
- Генк Джонс — фортепіано
- Сем Джонс — контрабас
- Арт Блейкі — ударні

Технічний персонал
- Альфред Лайон — продюсер
- Руді Ван Гелдер — інженер [запис]
- Френсіс Вульфф — фотографія
- Рід Майлз — дизайн [обкладинка]
- Леонард Фезер — текст